# Mraclin
Mraclin je vesnice v Chorvatsku v Záhřebské župě, spadající pod opčinu města Velika Gorica. Nachází se asi 8 km jihovýchodně od města Velika Gorica a 24 km jihovýchodně od centra Záhřebu. V roce 2021 zde žilo 1 026 obyvatel, což je pokles oproti roku 2011, kdy zde žilo 1 074 obyvatel ve 340 domech.
V Mraclinu se nachází kostel svatého Víta. Prochází zde župní silnice Ž3111, západně od Mraclinu poté dálnice A11. Rovněž tudy prochází železniční trať, na níž se nachází železniční zastávka Mraclin. Severně od Mraclinu protéká vypouštěcí kanál Sáva – Odra.

## Vývoj počtu obyvatel
| 1857                                                   | 1869 | 1880 | 1890 | 1900 | 1910 | 1921 | 1931 | 1948 | 1953 | 1961 | 1971 | 1981 | 1991 | 2001 | 2011 | 2021 |
| ------------------------------------------------------ | ---- | ---- | ---- | ---- | ---- | ---- | ---- | ---- | ---- | ---- | ---- | ---- | ---- | ---- | ---- | ---- |
| 625                                                    | 719  | 846  | 914  | 960  | 936  | 1044 | 1168 | 1199 | 1155 | 1316 | 1184 | 1057 | 1012 | 1106 | 1074 | 1026 |
| zdroj: sčítání lidu v Chorvatské republice 1857 - 2021 |      |      |      |      |      |      |      |      |      |      |      |      |      |      |      |      |

## Sousední sídla
| Růžice kompasu | Okuje                 |       | Vukovina                 | Růžice kompasu |
| Růžice kompasu |                       | Sever | Rakitovec                | Růžice kompasu |
| Růžice kompasu | Mraclin               |       | Rakitovec                | Růžice kompasu |
| Růžice kompasu | Jih                   |       | Rakitovec                | Růžice kompasu |
| Růžice kompasu | Mala Buna Velika Buna |       | Lazi Turopoljski Buševec | Růžice kompasu |